# Медаль і премія Резерфорда
Меда́ль і пре́мія Резерфо́рда (англ. Rutherford Medal and Prize) — міжнародна нагорода в галузі ядерної фізики і ядерних технологій, яку присуджує Інститут фізики щодва роки.
До бронзової медалі додається грошова винагорода розміром 1000 фунтів стерлінгів, а також сертифікат. Лауреат може бути запрошений прочитати лекцію в Інституті Фізики.
Серед нагороджених є сім лауреатів Нобелівської премії.

## Лауреати
| Рік  | Лауреат | Обґрунтування нагороди |
| ---- | --- | --- |
| 1942 | Гарольд Ропер Робінсон | — |
| 1944 | Джон Дуглас Кокрофт | — |
| 1946 | Марк Лоуренс Оліфант | — |
| 1948 | Ернест Марсден | — |
| 1950 | Александер Сміт Рассел (англ. Alexander Smith Russell) | — |
| 1952 | Рудольф Пайєрлс | — |
| 1954 | Патрік Блекетт | — |
| 1956 | Філліп Ді | — |
| 1958 | Нільс Бор | — |
| 1960 | Сесіль Френк Павелл | — |
| 1962 | Деніз Вілкінсон | — |
| 1964 | Пітер Фаулер | — |
| 1966 | Петро Капиця | — |
| 1968 | Браян Флаверс | — |
| 1970 | Семюел Девонс | — |
| 1972 | Оге Нільс Бор | — |
| 1973 | Джеймс Макдональд Кассельс (англ. James MacDonald Cassels) | — |
| 1974 | Альберт Едвард Літерленд | — |
| 1976 | Джоан Маї Фріман (англ. Joan Maie Freeman) і Роджер Джон Блін-Стойл | — |
| 1978 | Пол Тонтон Метьюз | — |
| 1980 | Пол Гейлард Мерфі (англ. Paul Gayleard Murphy) і Джон Джеймс Трешер (англ. John James Thresher)                                                                                                  | — |
| 1982 | Девід Моріс Брінк | — |
| 1984 | Пітер Хіггс і Томас Кіббл | — |
| 1986 | Алан Естбері | — |
| 1988 | Джон Доуелл і Пітер Калмус | — |
| 1990 | Роджер Джуліан Ноель Філліпс (англ. Roger Julian Noel Phillips) | — |
| 1992 | Ервін Габатулер і Террі Слоан (англ. Terry Sloan) | — |
| 1994 | Джеймс Філіп Еліотт | — |
| 1996 | Девід Вернон Багг (англ. David Vernon Bugg) | — |
| 1998 | Ентоні Майкл Гілас (англ. Anthony Michael Hillas) | — |
| 2000 | Вільям Роберт Філліпс (англ. William R. Phillips) | — |
| 2002 | Пітер Джон Дорнан, Девід Плейн (англ. David Plane) і Вілбер Венус (англ. Wilber Venus) | — |
| 2004 | Девід Л. Ворк (англ. David L. Wark) | — |
| 2006 | Кен Піч (англ. Ken Peach) | «За його внесок у фізику високих енергій як керівника ключових експериментів ЦЕРН стосовно порушень CP-інваріантності, а також як керівника напряму фізики частинок в лабораторії Резерфорда — Еплтона, де він відігравав ключову роль у розвитку прискорювачів частинок»                                                        |
| 2008 | Алан Копстейк (англ. Alan Copestake), Стівен Валлі (англ. Stephen Walley), Джон Стюарт Кілті (англ. John Stewart Kiltie), Кріс Вестон (англ. Chris Weston) і Браян Гріффін (англ. Brian Griffin) | «За розробку довготривалої активної зони ядерного реактора для підводних човнів Великобританії» |
| 2010 | Мартін Фрір | «За відкриття існування ядерних конфігурацій, аналогічних до молекул, та демонстрацію існування кластеризації у ключових легких ядрах, в одній із давніх проблем у цій галузі» |
| 2012 | Пітер Батлер | «За його видатний внесок у галузі експериментальної ядерної фізики та його динамічний внесок у майбутній напрямок досліджень» |
| 2016 | Джон Александер Сімпсон | «За його видатне лідерство у розробці нових детекторних технологій та систем експериментального дослідження ядерної фізики у Великій Британії та Європі, та за його істотний внесок у наше розуміння структури атомних ядер, особливо у виявленні нових властивостей ядер на межах кутового моменту, деформації та стабільності» |
| 2014 | Пол Нолан | «За його видатний внесок у ядерну структуру в екстремальних умовах кутового моменту та його провідну роль у розвитку сегментованої технології германієвих детекторів» |
| 2019 | Філіп Вокер | «За досягнення у розумінні метастабільних ядерних станів: їх походження, властивостей та застосувань» |
| 2021 | Майкл Бентлі | «За розуміння фундаментальних симетрій в атомних ядрах та їх зв'язку з основними взаємодіями нуклонів» |
| 2022 | Kieran Thomas Flanagan | «За новаторський внесок у лазерну спектроскопію екзотичних ядер, зокрема використання резонансної іонізації та її застосування до одноатомної чутливості в мас-спектрометрії та аналізі слідів металів для тестування навколишнього середовища»                                                                                  |